# Totton
Totton – osada w Anglii, w Hampshire, położona nad ujściem rzeki Test. Leży 5,8 km od miasta Southampton i 117,8 km od Londynu. W 2001 miejscowość liczyła 27 986 mieszkańców. Totton jest wspomniana w Domesday Book (1086) jako Dodintune. W mieście znajduje się stacja kolejowa.